# Йотиран малък юс
Йотираният малък юс или йотирана малка носовка (Ѩ, ѩ) представлява буквосъчетание на І с носовата предна гласна  (малък юс, Ѧ). Предаваният от знака звук съответства на [jɛ̃] (йен). Въпреки че носовите гласни са отпаднали от повечето славянски езици, в съвременния полски (чиято писменост се основава на латиницата) съществува съчетанието ię / ję, притежаващо звуковата стойност на йотирания малък юс.
| Кодиране | Буква            | Регистър | Десетично | Шестнадесетично | Осмично | Двоично          |
| -------- | ---------------- | -------- | --------- | --------------- | ------- | ---------------- |
| Уникод   | Йотиран малък юс | Главна   | 1128      | 0468            | 02150   | 0000010001101000 |
| Уникод   | Йотиран малък юс | Малка    | 1129      | 0469            | 02151   | 0000010001101001 |

Към версия 5.1 на Уникод е прибавена поддръжка и на йотирания затворен малък юс (Ꙝ, ꙝ).